# 사르콜라에나과
사르콜라에나과(Sarcolaenaceae)는 속씨식물과의 일종으로 원산지는 마다가스카르이다. 이 과는 10개 속에 40여 종을 포함하고 있으며, 거의 상록수와 관목이다.
최근의 DNA 연구에 의하면, 사르콜라에나과가 아프리카와 남아메리카, 인도, 동남아시아 그리고 말레이시아에 분포하는 딥테로카르푸스과의 자매군임을 시사하고 있다.